# Zsuzsa Breier

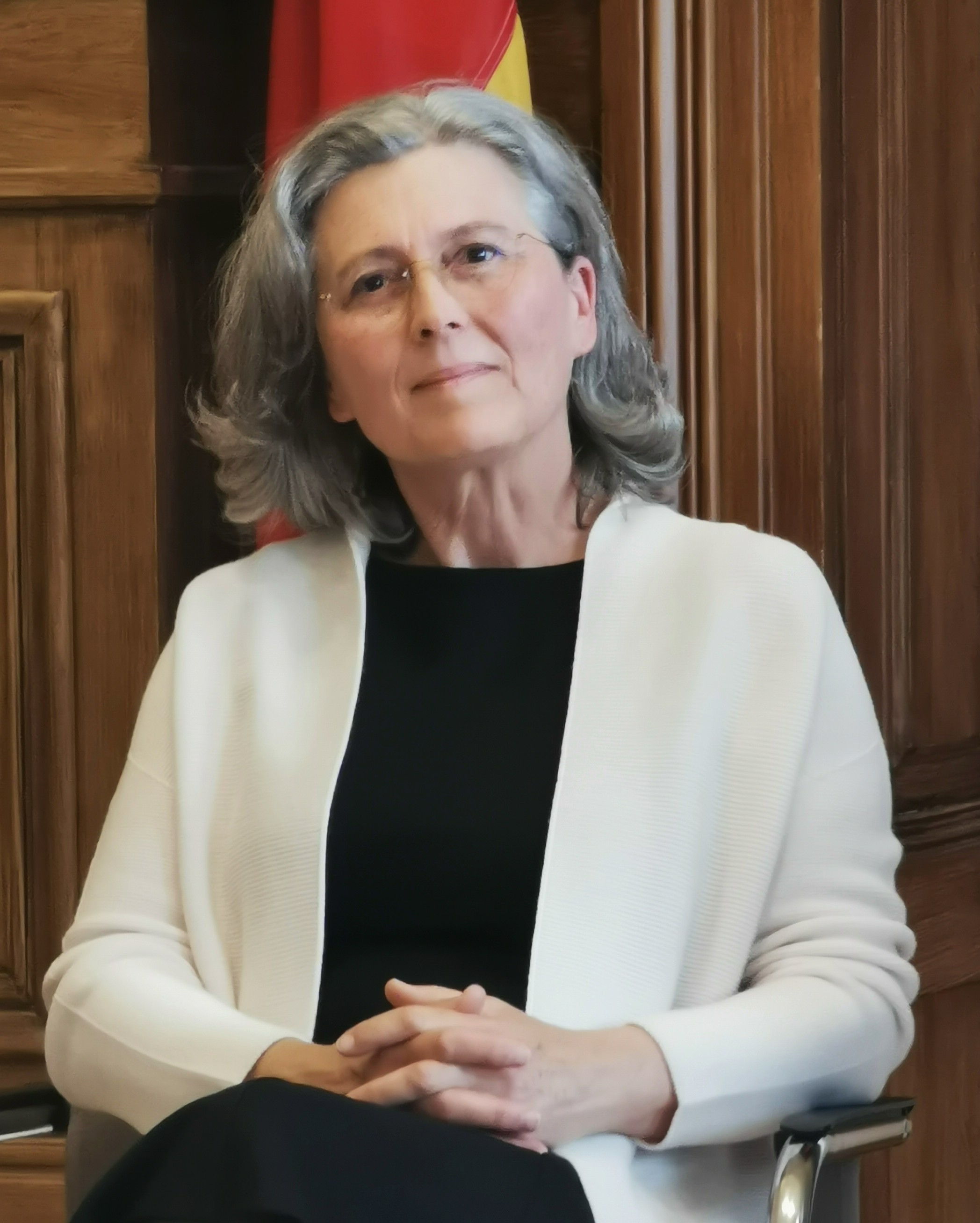
Zsuzsa Breier (2025)

Zsuzsa Breier (auch Susanne Breier; geboren 1963 in Budapest) ist eine deutsch-ungarische Literaturwissenschaftlerin, Diplomatin, ehemalige Staatssekretärin und Autorin.

## Leben
Breier studierte an den Universitäten in Budapest und in Heidelberg Germanistik, Slawistik und Kulturwissenschaft und wurde 1990 zum Dr. phil. promoviert. Im Anschluss arbeitete sie als Dozentin an der Loránd-Eötvös-Universität in Budapest und erhielt später einen Lehrauftrag an der Humboldt-Universität zu Berlin. Ihr literaturwissenschaftliches Hauptinteresse galt den Autoren Max Frisch und Botho Strauß; ferner übersetzte sie Aufsätze von Peter Turrini, Paul Nizon, Peter Bichsel und Eveline Hasler ins Ungarische. Breier war Mitinitiatorin der ersten Nachwuchsgermanisten-Konferenz in Ungarn und gab 1998 mit Angelika Thumm und Edit Király zusammen die Anthologie „Die Erinnerung in der deutschsprachigen Literatur“ heraus. Im Zentrum ihrer literaturwissenschaftlichen Forschungen befasste sich Breier vor allem mit der Transformation des Freiheitsdrangs in Osteuropa vor und nach dem Fall des Eisernern Vorhangs und verbindet auf diese Weise die sehr unterschiedlichen Geschichten von Ost- und Westeuropa.
Breier ist in zweiter Ehe mit dem ehemaligen Staatssekretär im Bundesministerium für Gesundheit Thomas Ilka (FDP) verheiratet. Sie hat fünf Kinder.

## Berufliche Tätigkeiten

### Diplomatin
Im Jahr 2000 wurde sie von dem ungarischen Botschafter Gergely Pröhle zur Leiterin der Kulturabteilung an die ungarische Botschaft und Mitglied der Politischen Abteilung berufen. 2002 gründete sie den „Kreis der Kulturdiplomaten Berlin“. 2004 schied sie aus dem diplomatischen Dienst aus. In diesem Zusammenhang bezeichnete sie der FDP-Politiker Wolfgang Gerhardt als „eine Frau mit Kultur“ und eine „wirbelnde Managerin“. Der Tagesspiegel urteilte nach Breiers Ausscheiden, sie habe in ihrer Amtszeit „die ungarische Botschaft zu einem Ort kultureller Ausstrahlung gemacht“.

### Kulturjahr der Zehn
Breier initiierte und organisierte als Kulturattaché in Deutschland im Jahre 2004 das „Kulturjahr der Zehn“, ein gemeinsames Festival der zehn neuen EU-Länder unter der Schirmherrschaft der Kulturbeauftragten der Bundesregierung Christina Weiss und Außenminister Joschka Fischer, für das Breier auch Manfred Eichel als Mitorganisator gewinnen konnte. Ein Jahr lang kamen in 60 Dialog-Veranstaltungen mehr als 500 Autoren, Komponisten, Musiker, Künstler, Politiker und Nachwuchstalente aus Osteuropa in Deutschland zusammen.

### Staatssekretärin
Im Mai 2012 wurde Breier für das Amt als Staatssekretärin für Europaangelegenheiten im von Jörg-Uwe Hahn (FDP) geführten Justiz-, Integrations- und Europaministerium der Hessischen Landesregierung benannt. Die in Deutschland vorher parteilose Breier trat daraufhin in die FDP ein. Breier war die erste Staatssekretärin in Deutschland, die keine deutsche Staatsbürgerin war. Mit Ende des Kabinetts Bouffier I schied auch Breier 2014 aus dem Amt aus.
Kritik und Debatte im Hessischen Landtag
Breier bezeichnete Viktor Orbán als einen „Demokraten“ und Vorwürfe gegen ihn als „perfide Behauptungen“. Vor der Vereidigung warfen die Fraktion „Die Linke“ und die Fraktion Die Grünen im Hessischen Landtag ihr vor, sie hätte sich nicht genug von demokratiefeindlichen Tendenzen Viktor Orbáns distanziert. Für die Hessische Landesregierung verteidigte Landesminister Jörg-Uwe Hahn die Entscheidung der Landesregierung, Breier als Staatssekretärin zu berufen.

### Handelsblatt Global Edition
Als Geschäftsführerin der Handelsblatt Global Edition verantwortete Breier 2015 den Auf- und Ausbau der internationalen Ausgabe des Handelsblatts.

### Autorin
Als Europa-Expertin erhielt Breier 2014 eine Einladung von der Stony Brook Universität und unterstützte dort als „distinguished guest“ den EuroPoint-Blog im Rahmen der Globality Studies der Universität. Zusammen mit dem Vorstandsvorsitzenden der Gesellschaft Adolf Muschg gab sie 2011 die Anthologie „Freiheit, ach Freiheit“ heraus. Die Texte des Bandes legen Zeugnis von dem von Breier angestoßenen Ost-West-Dialog ab.
Seit 2016 arbeitet Breier als freie Autorin.

## Weiteres Engagement

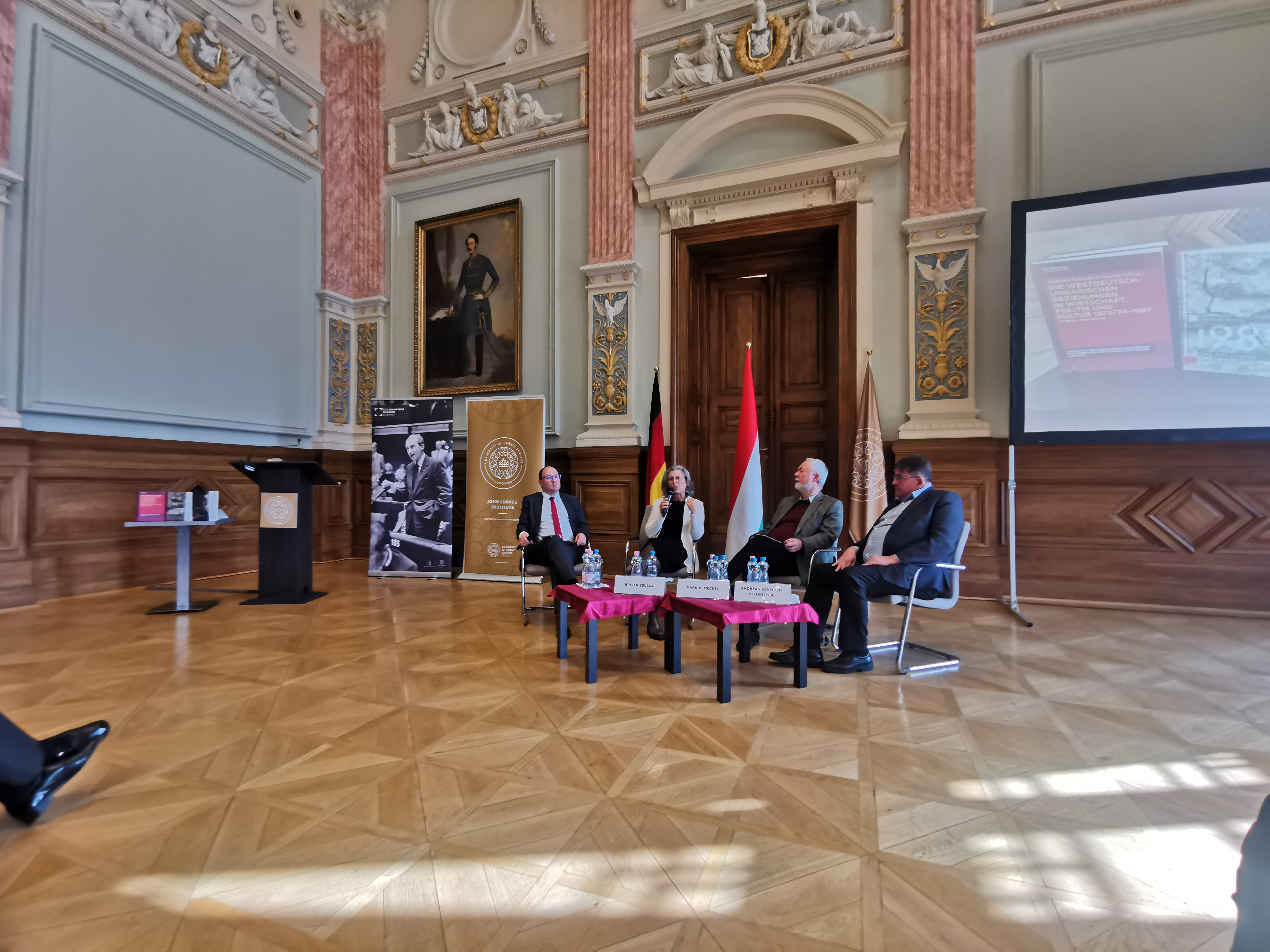
Zsuzsa Breier im John Lukacs Institute for Strategy and Politics

Breier war bis 2011 geschäftsführendes Vorstandsmitglied der „Gesellschaft zur Förderung der Kultur im erweiterten Europa e.V.“ in Berlin.
Breier wurde im November 2018 zur Spitzenkandidatin der FDP Bremen zur Europawahl 2019 gewählt. Auf dem Europaparteitag im Januar 2019 wurde sie auf Platz 20 der Bundesliste gewählt.

## Schriften
Monografien
- Die ungarndeutsche Literatur und ihr Publikum = A magyarországi németnyelvü irodalom és közönsége, Diss. Budapest 1988.
- (Erschienen unter dem Namen Susanne Breier:) Suche nach dem wirklichen Leben und eigentlichen Ich im Werk von Max Frisch, Bern 1992.

Sammelbände
- Zsuzsa Breier; Edit Király; Angelika Thumm (Hrsg.): Die Erinnerung in der deutschsprachigen Literatur. Symposion der ungarischen Nachwuchsgermanisten. Budapest : ELTE Germanistisches Inst., 1998.
- Zs. mit Hermann Rudolph: Der Europa-Almanach, Bostelmann und Siebenhaar, Berlin 2005. ISBN 978-3-936962-27-7
- Zs. mit Adolf Muschg (Hrsg.): Freiheit, ach Freiheit … Vereintes Europa – geteiltes Gedächtnis, Wallstein-Verl., Göttingen 2011. ISBN 978-3-8353-0955-5

Artikel
- Che auf Giselle Bündchens Bikini. Zwei Jahrzehnte nach dem Zusammenbruch des Ostblocks wird der Sozialismus zum modischen Accessoire – Gewaltherrschaft und Unterdrückung werden allzu gern verdrängt. In: Die Welt, 24. Juni 2008.